# Astrid Bergman Sucksdorff
Astrid Bergman Sucksdorff, född Bergman den 17 januari 1927 i Solna, död 12 januari 2015 i Skara, var en svensk naturfotograf och författare till bland annat barnböcker.
Astrid Bergman Sucksdorff var dotter till den välkände forskningsresanden Sten Bergman och hans hustru Dagny. Hon var fotograf och barnboksförfattare med en synnerligen lång karriär. Vägen in till fotografyrket gick via en tjänst som assistent till en Stockholmsfotograf innan hon fyllt 20 år. Som fotograf var hon verksam inom dokumentär-, konst- och naturfotografi. Den första tiden som yrkesfotograf dominerades av uppdrag för dagstidningar och veckopress. Sin sista bok publicerade Sucksdorff endast några få år innan hon avled 2015.

## Biografi

### Tidig karriär
Under 1948 formerades en grupp unga fotografer, som hade en gemensam syn på att den då dominerande smakriktningen inom den etablerade svenska fotografin var gammaldags, stelbent och likriktad. I gruppen som kallade sig ”De unga” fanns ett flertal av de fotografer som senare kom att dominera svensk fotografi under andra halvan av 1900-talet. Det var namn som Hans Hammarskjöld, Lennart Nilsson, Tore Johnson, Sven Gillsäter och Christer Strömholm. Året efter formandet av ”De Unga” arrangerades en utställning med titeln ”Unga fotografer” som idag betraktas som genombrottet för fotografi som konstform i Sverige. Astrid Bergman ingick som en av tre kvinnliga fotografer i utställningen. Astrid Bergman och Sven Gillsäter gifte sig 1949 och arbetade som pressfotografer i den till 1952 gemensamma firman Gillsäter-Reportage.

### Samarbete med Arne Sucksdorff
1952 fick Astrid Bergman förfrågan från filmaren Arne Sucksdorff om att bli stillbildsfotograf vid dennes första långfilmprojekt Det stora äventyret. Astrid och Arne delade ett starkt naturintresse och blev snart ett par. I samband med filmningen i de sörmländska skogarna fick Astrid ansvar för en skadad rävunge och detta ledde till det fotoprojekt som resulterade i hennes första fotobok för barn Micki rävungen. Bilderna från den boken är de bilder som senare visats i en utomhusutställning hos Landskrona Foto.
Samarbetet med Arne Sucksdorff gjorde att Astrid drogs in i ett flertal filmprojekt. En av filmerna, En djungelsaga, spelades in i Indien och de tillbringade långa perioder där. I början av 1960-talet gick de dock skilda vägar.

### Senare år
Efter en lång period av resor och utlandsboende blev Astrid Bergman Sucksdorff bofast i Sverige och förutom uppdrag till tidskrifter inriktades hennes fotografi mot naturfotografi och författande av barnböcker. 1984 tilldelades hon Astrid Lindgren-priset för sina drygt 20 barnböcker där fotografierna var centrala.
I sina memoarer ”Med livet i fokus”, utgivna 1997, berättar hon om ett högst spännande och mångskiftande liv.

### Familj
Astrid Bergman Sucksdorff var dotter till Dagny och Sten Bergman. Hon var gift 1949–1953 med Sven Gillsäter, 1953–1964 med Arne Sucksdorff och från 1967 med Gösta Vogel-Rödin (1924–98). Hon var sista tiden bosatt i Skara och avled 2015. Hennes fotografiska arv förvaltas sedan 2015 av Landskrona museum.